# Heinz Griesel
Heinz Griesel (* 4. März 1931 in Duisburg; † 26. November 2018 in Kassel) war ein deutscher Mathematiker und Mathematikdidaktiker an der Universität Kassel.

## Werdegang
Griesel, Sohn des Werkmeisters Paul Griesel, studierte nach dem Abitur 1951 in Iserlohn (Märkisches Gymnasium) an der Universität Tübingen und der Universität Münster Mathematik, Physik, Logik und Philosophie und wurde 1957 bei Heinrich Behnke in Münster zum Doktor der Naturwissenschaften promoviert (Überkonvergenz in der Funktionentheorie mehrerer Veränderlicher). Ab 1958 war er Gymnasiallehrer in Dortmund und Lüdenscheid und war Fachleiter für Mathematik am Studienseminar in Hagen. Außerdem war er 1960 bis 1968 Lehrbeauftragter an der Universität Münster. 1967 wurde er Professor für Mathematik und Mathematikdidaktik an der PH Hannover und 1971 an der Gesamthochschule in Kassel, wo er mit Arnold Kirsch die Kasseler Schule der Mathematikdidaktik begründete.
1975 bis 1979 war er Vorsitzender der Gesellschaft für Didaktik der Mathematik (GDM), deren Ehrenmitglied er 2006 wurde. Ab 1979 war er Obmann der Arbeitsgruppe Mathematische Struktur des Größenkalküls im Ausschuss für Einheiten und Formelgrößen (AEF) des DIN. In den 1970er Jahren veröffentlichte er ein dreibändiges Schulbuch auf Grundlage der damals in den Lehrplänen verbindlichen Neuen Mathematik, die er auch auf Alltagsrechnen ausdehnte.
Er war seit 1970 mit Ursula Griesel geborene Holland-Letz verheiratet und hatte einen Sohn und eine Tochter.

## Schriften
- Die Neue Mathematik für Lehrer und Studenten, Schroedel Verlag, Hannover:
  - Band 1: Mengen, Zahlen, Relationen, Topologie, 1971, 7. Auflage 1982
  - Band 2: Größen, Bruchzahlen, Sachrechnen. 1973, 3. Auflage 1976
  - Band 3: Rationale Zahlen, Algorithmen, Verknüpfungen, Gruppen, Körper. 1974, 3. Auflage 1977
- Analysis 1,2, Reihe: Unterrichtshefte zur Mathematik von heute, Schroedel Verlag, zuerst 1968 bzw. 1970

Er war Mitherausgeber verschiedener Schulbuchreihen für Mathematik im Schroedel Verlag, u. a.: Mathematik heute, Mathematisches Unterrichtswerk für die Sekundarstufe I (ab 1971, mit Hermann Athen) und Mathematik heute – Materialien für die Sekundarstufe II (ab 1981).